# Wolfgang Hottenrott
Wolfgang Hottenrott   (Hannover, 13 de juny de 1940) és un remer alemany, ja retirat, que va competir durant les dècades de 1960 i 1970.
El 1964, com a membre de l'equip alemany unificat, va prendre part en els Jocs Olímpics d'Estiu de Tòquio, on guanyà la medalla de bronze en la prova del dos sense timoner del programa de rem. Formà parella amb Michael Schwan. Quatre anys més tard, com a membre de la República Federal Alemanya, va disputar els Jocs de Ciutat de Mèxic, on guanyà la medalla d'or en la prova del vuit amb timoner. El 1972, a Munic, disputà els seus tercers, i darrers, Jocs Olímpics, on fou cinquè en la prova del vuit amb timoner. Amb aquesta medalla d'or es convertí en un dels esportistes alemanys més joves en guanyar una medalla olímpica, ja que sols tenia 17 anys i 173 dies en aquells moments. Junt amb la resta de l'equip va dur la bandera olímpica en la cerimònia inaugural dels Jocs de Munic de 1972.
En el seu palmarès també destaquen tres medalles al Campionat d'Europa de rem, una d'or i dues de plata, entre les edicions de 1964 i 1967. També guanyà sis campionats nacionals.